# Eugen-Daniel Krößner
Eugen-Daniel Krößner (* 1969 in Berlin) ist ein deutscher Schauspieler.

## Leben
Krößner ist der Sohn der Schauspieler Renate Krößner und Hermann Beyer. 1985 verließ er gemeinsam mit seiner Mutter und deren Lebensgefährten Bernd Stegemann die DDR. Die Familie zog nach Düsseldorf.
Von 1992 bis 1996 absolvierte er seine Ausbildung an der Hochschule für Schauspielkunst Ernst Busch in Berlin. Krößner begann seine Laufbahn 1996 als Ensemblemitglied am Theater Vorpommern in Greifswald. Im Anschluss erhielt er von 2002 bis 2009 ein Engagement am Volkstheater Rostock. 
2011 stand Krößner gemeinsam mit seinen Eltern für Andreas Kannengießers Drama Vergiss dein Ende vor der Kamera.

## Filmografie
- 1993: Novalis – Die blaue Blume
- 1995: Der Kontrolleur
- 2011: Vergiss dein Ende
- 2014: Alles Klara (Fernsehserie, 1 Episode)
- 2015: SOKO Leipzig (Fernsehserie, 1 Episode)
- 2015: SOKO Wismar (Fernsehserie, 1 Episode)
- 2019: Effigie – Das Gift und die Stadt
- 2020: Freak City
- 2021: Krauses Zukunft
- 2022: Freunde sind mehr – Viergefühl